# Heteromeyenia barlettai
Heteromeyenia barlettai é uma espécie de esponja de água doce encontrada em aquário particular na cidade de São Paulo em 2014. Pertence ao gênero Heteromeyenia (en) e à família Spongillidae. Os espécimes são brancos cremosos quando vivos e medem entre 2 e 6 cm.
A espécie foi encontrada no início de 2014 em um aquário de 200 litros, dentro de um apartamento em São Paulo, por Fernando Barletta, um aquarista amador. Barletta relata que encontrou "uma estrutura plana, translúcida e esbranquiçada medindo aproximadamente 25 mm em sua maior extensão" grudada em um tronco de madeira submersa. Neste aquário, a espécie reproduz com facilidade, ocorrendo gemulação com frequência, e é encontrada mais em superfícies como madeira e folhas, mas não em rochas.
A espécie foi descrita em 2015, em artigo publicado na revista Zootaxa. O holótipo e dois parátipos foram depositados na coleção de Porifera da Universidade Federal de Pernambuco. O epíteto específico é em homenagem a Fernando Barletta, o aquarista "cuja curiosidade permitiu a descoberta da espécie".
Pelas condições da descoberta, é difícil precisar a origem da espécie. O artigo de 2015 propõe a origem na Bacia do Paraná, que fornece água para São Paulo. Espículas e microscleras encontradas em sedimentos da Lagoa Negra, no município de Corumbá, Mato Grosso do Sul, no Pantanal datados do período Quaternário foram identificadas como sendo desta espécie. A lagoa pertence à Bacia do Paraná, o que reforça esta região como a origem do indivíduo encontrado em São Paulo.
O artigo também menciona que a espécie foi descoberta durante a crise hídrica em São Paulo, relacionada à exploração do meio ambiente pelos humanos, e que é possível que a espécie esteja extinta na natureza.
A descoberta em um aquário de hobby ressalta a possibilidade de como esses ambientes podem contribuir com o conhecimento científico.